# Volavka vlasatá
Volavka vlasatá (Ardeola ralloides) je malý druh volavky, ptáka z řádu brodiví a pelikáni. Je zbarvena krémově hnědě s bílými křídly (nápadné zvláště v letu). Ve svatebním šatu má prodloužená pera na šíji, hřbet je okrový, hlava a strany krku žlutavě bílé, zobák modravý s černou špičkou, nohy žlutavě růžové. Dospělí v prostém šatu a jednoletí ptáci mají hlava a strany krku rozsáhle proužkované (bez ozdobných per), zobák je žlutavý s tmavou horní hranou, nohy zelenavé. Hnízdí v malých koloniích na mělkých jezerech, rybnících a řekách. Vzácně zaletuje také do České republiky, kde byla po roce 1989 pozorována nejméně šestkrát.

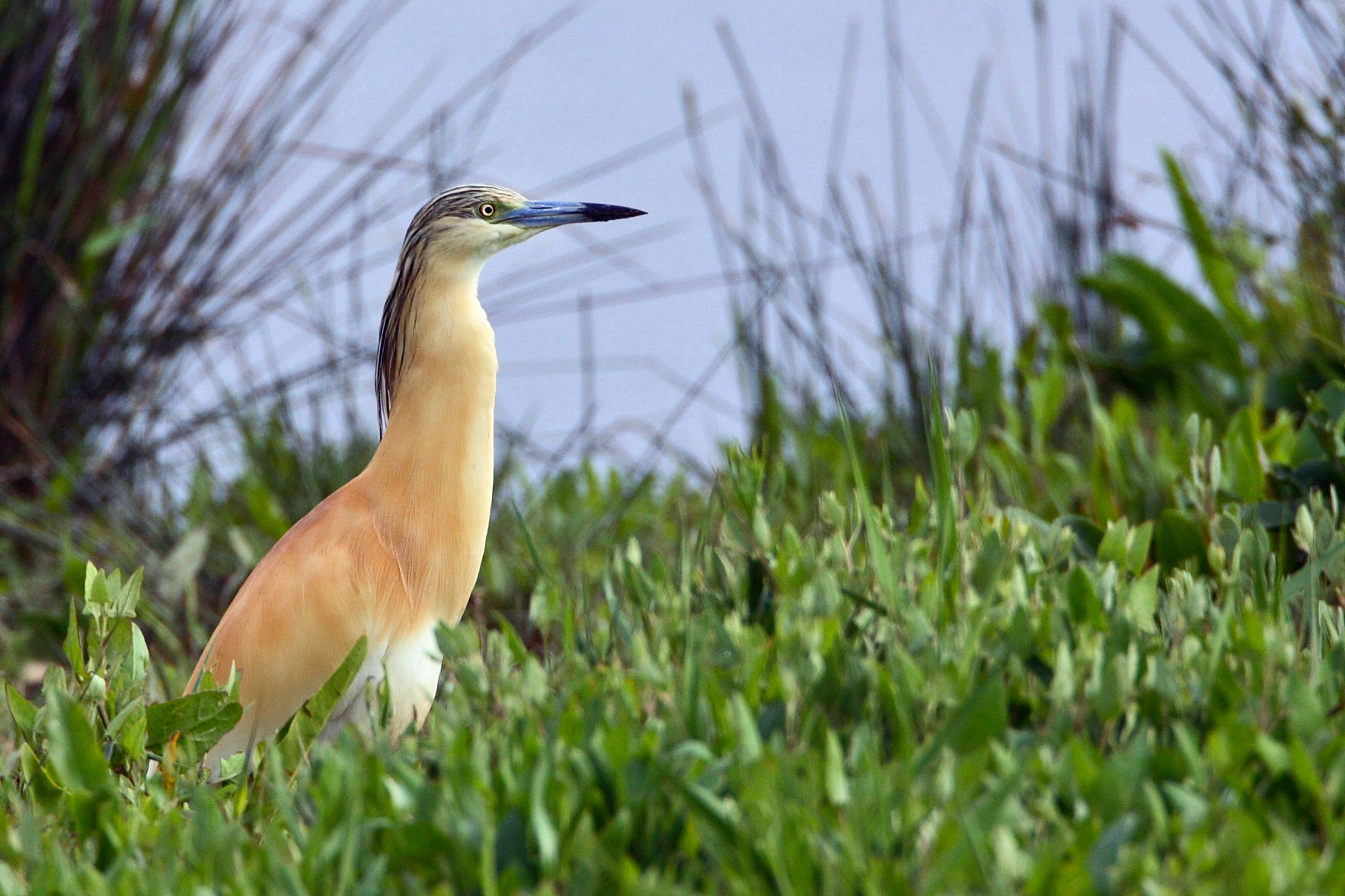
Pták ve svatebním šatu
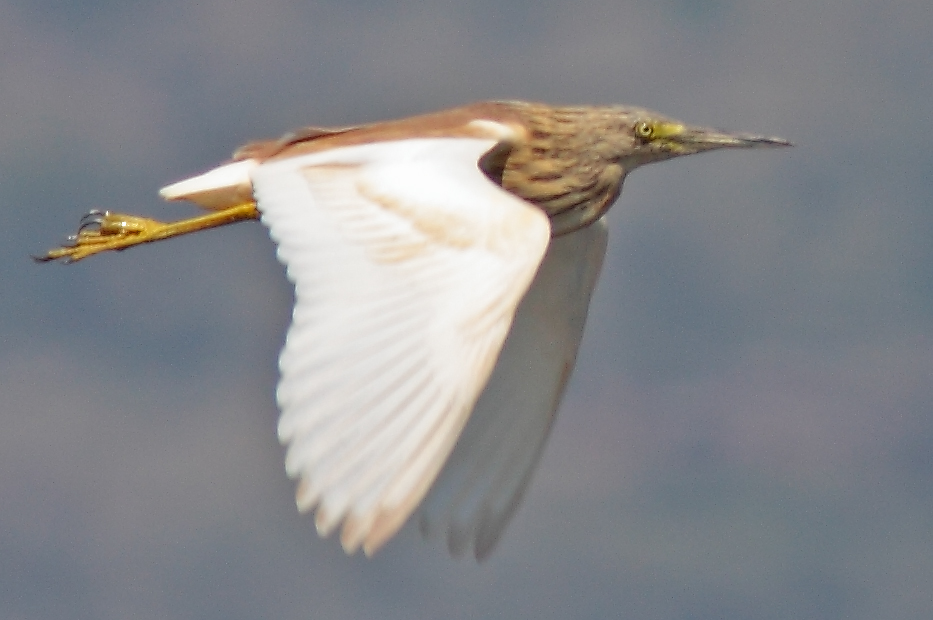
V letu jsou nápadná bílá křídla
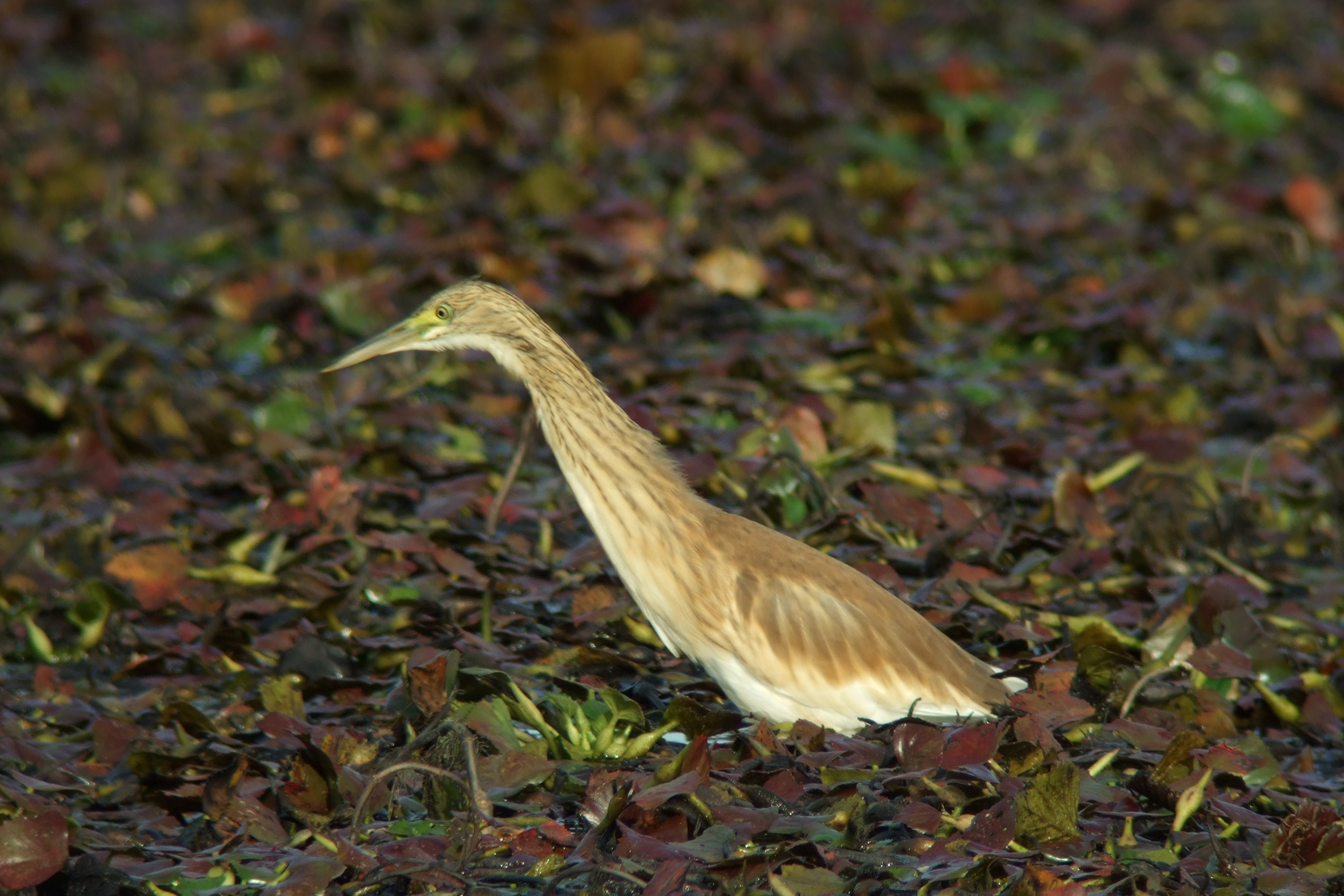
Pták v prostém šatu nebo mladý
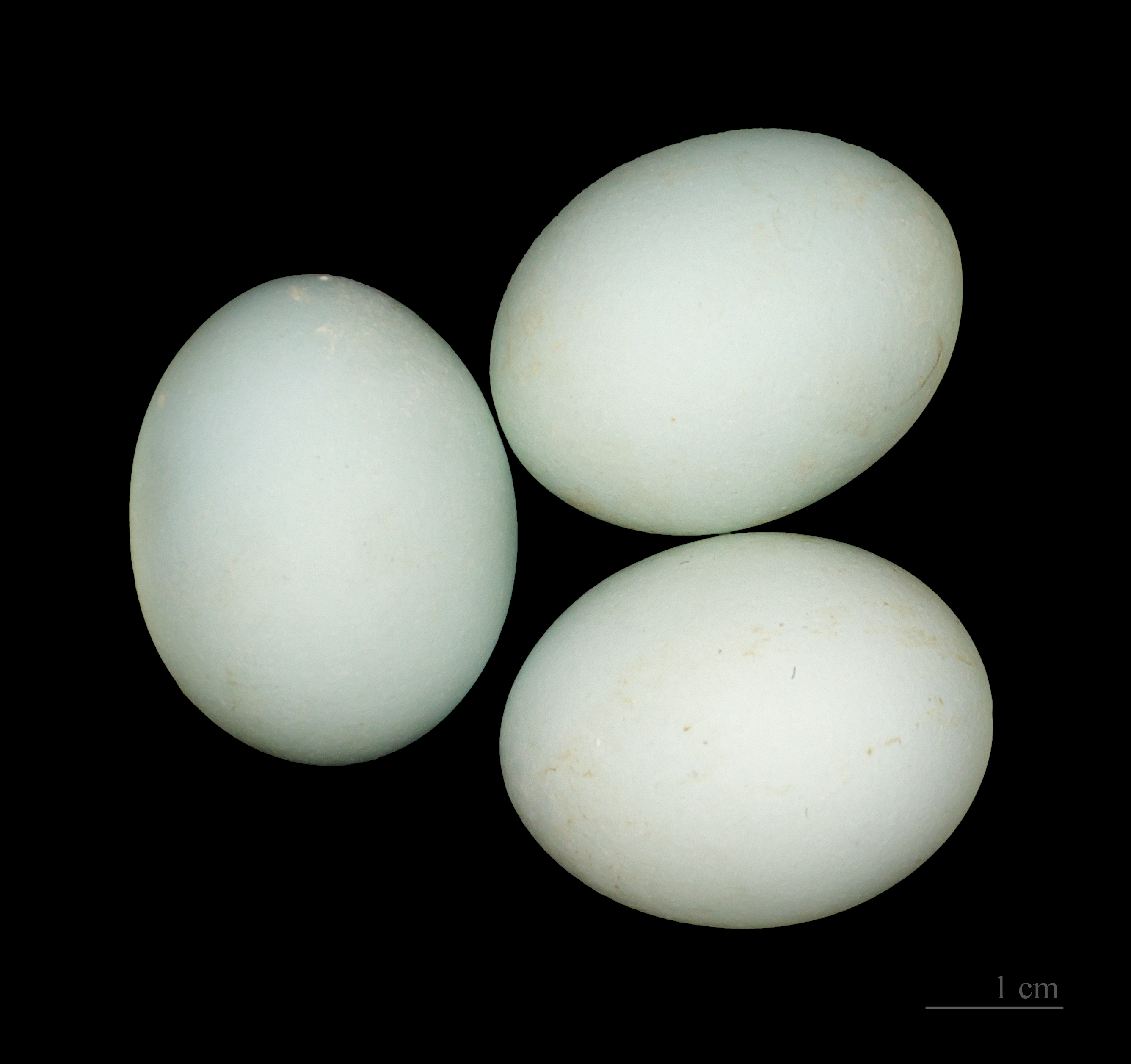
Vejce volavky vlasaté

## Chov v zoo
Volavka vlasatá patří mezi vzácně chované druhy ptáků. V rámci evropských zoo je k vidění jen v osmi zoo. Z českých zoo se nachází pouze v Zoo Praha.

### Chov v Zoo Praha
V Zoo Praha je tato volavka chována od roku 2011. V roce 2013 se podařil český prvoodchov. V roce 2018 bylo odchováno jedno mládě. Na konci roku 2018 tak bylo chováno šest jedinců. V roce 2019 se vylíhla a byla odchována dvě mláďata. Na konci daného roku zoo chovala šest jedinců. Dvě mláďata se vylíhla rovněž v červenci 2020.
Volavka vlasatá je k vidění v expozici Ptačí mokřady v dolní části zoo.